# Nicolai Wael
Nicolai Wael (født 10. maj 1972) er en tidligere dansk professionel fodboldspiller og nuværende fodboldtræner.

## Spillerkarriere
Nicolai Wael indledte sin professionelle karriere i FC København, hvor han aldrig fik et egentligt gennembrud.
Det store gennembrud kom i Vejle Boldklub, hvor Nicolai Wael hurtigt blev publikumsyndling og med 16 mål blandt andet var med til at sikre sølvmedaljer og UEFA Cup-deltagelse til traditionsklubben fra Nørreskoven. Sidenhen opnåede Wael også succes i klubber som Odense Boldklub, Silkeborg IF og SønderjyskE.
Nicolai Wael har spillet mange landskampe for henholdsvis Danmarks U21 og Danmarks U19 landshold. Nicolai Wael spiller nu på Oldboys Landsholdet.
Waels foretrukne position var en hængende position mellem midtbanen og angrebet, hvor han med sine gode dybdeløb og placeringsevne både var målfarlig og lagde op til holdkammeraternes scoringer.

## Trænerkarriere
Efter den aktive karriere har Nicolai Wael blandt andet været assistenttræner i SønderjyskE i en årrække.
I 2009 vendte Wael tilbage til Vejle Boldklub, hvor han blev assistenttræner for den svenske cheftræner Mats Gren. Endvidere skal Wael arbejde sammen med sin gamle holdkammerat Jesper Søgaard omkring blandt andet talentarbejde. Da det ikke lykkedes for Vejle at rykke op i Superligaen i 2011 tog klubben afsked med Viggo Jensen, der havde afløst Gren i april, og forfremmede Wael til cheftræner. Den 8. januar 2013 blev Wael fyret og erstattet med Kim Brink til trods for, at klubben lå nummer to i 1. division.
Den 29. april 2013 blev det offentliggjort, at Nicolai Wael tiltræder som cheftræner for FC Fredericia, der spiller i 1. division. Den 13. april 2015 blev Wael fyret i FC Fredericia efter at holdet havde spillet 15 kampe uden at vinde og lå til nedrykning.